# اندیس چهل تن جنوبی
چهل تن جنوبی یک اندیس فلزی است که در حوالی شهر چار گنبد استان کرمان قرار دارد و مادهٔ معدنی موجود در آن، مس است.  